# پدر لیکبرگ
پدر لیکبرگ (دانمارکی: Peder Lykkeberg; ۱۱ فوریهٔ ۱۸۷۸ – ۲۳ دسامبر ۱۹۴۴) شناگر اهل دانمارک بود.